# Xingqing
Xingqing är ett stadsdistrikt i Yinchuan, huvudstad i den autonoma regionen Ningxia i nordvästra Kina. Sedan 2003 ingår en del av det tidigare häradet Tongle (Tongle Xian) i stadsdistriktet. Den övriga delen av Tongle ingår i häradet Pingluo under Shizuishans stad på prefekturnivå.